# Acacia erioloba
Acacia erioloba (лат.) — вид деревьев рода Акация семейства Fabaceae (Бобовые).
Этот вид акации иногда называют «верблюжьей акацией». На языках местного населения растение называют: африк. Kameeldoring и тсвана Mokala. Расположенный в Северо-Капской провинции национальный парк Мокала назван в честь этого дерева.
Средних и крупных размеров раскидистые деревья, достигающие 17 метров в высоту. Остаются зелёными на протяжении большей части сухого сезона. Кора грубая, темная с трещинами. Листья дважды перистые с 2—5 парами перьев. 
Предпочитает сухие песчаные или каменистые почвы. Область его распространения: ЮАР (на территории бывших провинций Трансвааль, Фри-Стейт и севера Капской), Ботсвана, западные области Зимбабве и северная Намибия.